# Battery (Strafrecht von England und Wales)
Als battery bezeichnet man im Strafrecht von England und Wales eine Straftat. 

## Common lawoderstatutory offence
Die Entscheidung in DPP v Taylor (1992) führte zunächst aus, dass battery nach dem Erlass des Criminal Justice Act 1988 nach statute law strafbar sei. Dies wurde im wissenschaftlichen Schrifttum kritisiert. Ein obiter dictum des Divisional Court in Haystead v DPP führte aus, dass die battery weiterhin nur nach common law strafbar sei. 

## Actus reus
Der actus reus von battery beinhaltet jede Anwendung von Gewalt („force“), sei es schlagen, spucken oder bloße Berührung. Die Berührung muss widerrechtlich sein, das heißt, sie kann durch eine defence rechtmäßig werden. Im Falle von Alltagsberührungen ist dies regelmäßig die Einwilligung (consent) des Opfers. Streitig ist daneben, ob sie auch hostile (~ „in feindlicher Absicht“) geschehen muss. Für die zivilrechtliche battery wurden besonders von Lord Goff in Wilson v Pringle (1987) gewichtige Argumente gegen ein solches Erfordernis vorgebracht.

## Mens rea
Die mens rea von battery erfordert intent (~ Vorsatz), unrechtmäßige Gewalt anzuwenden oder subjektive recklessness (~ grobe Fahrlässigkeit/Eventualvorsatz).